# Església de Santa Maria de Sants

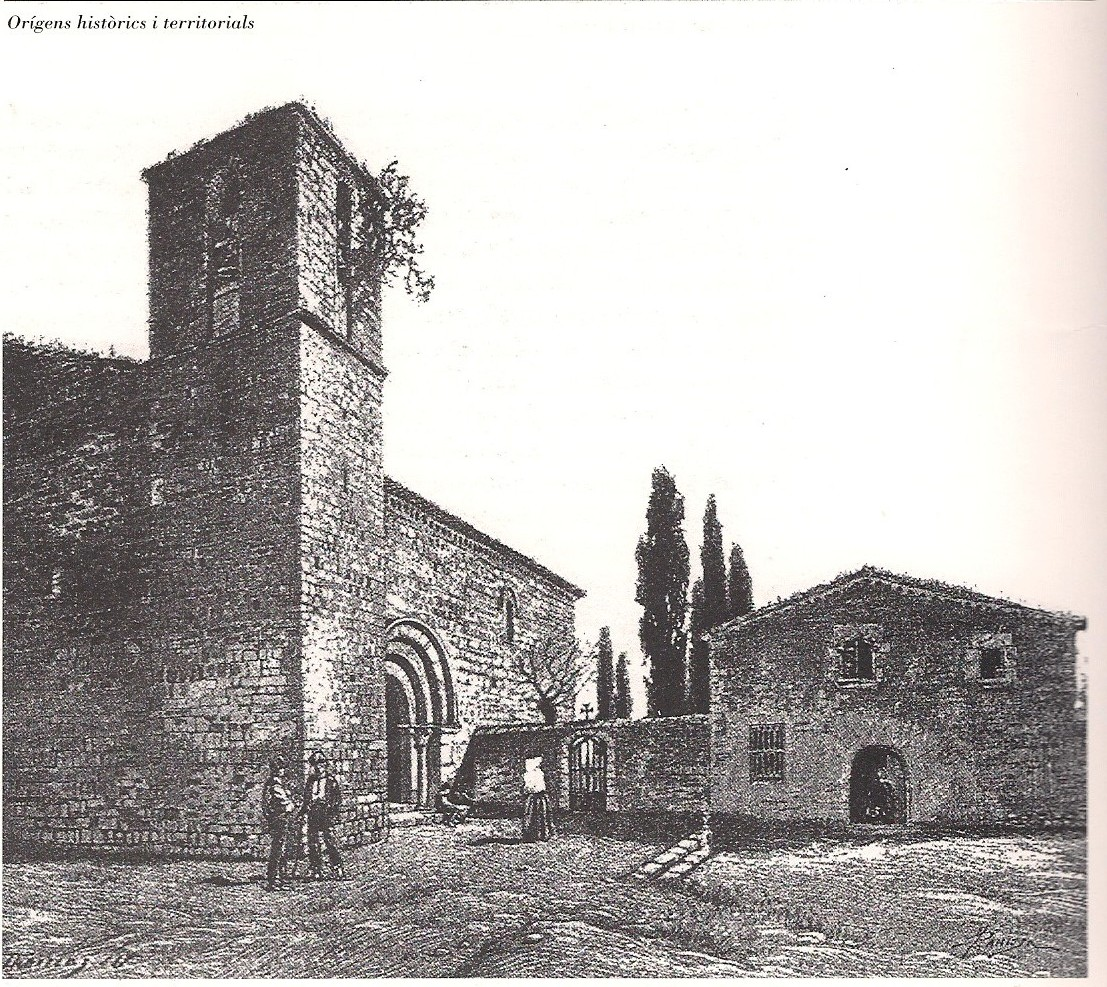
L'església romànica enderrocada el 1828

L'església de Santa Maria de Sants és un temple cristià d'estil neoclàssic que data de 1828. Està situada a la plaça de Bonet i Muixí, al barri de Sants de Barcelona, i havia estat la parròquia municipal de Santa Maria de Sants quan encara el municipi no s'havia incorporat al de Barcelona.

## Història
Al llarg de la seva història han existit tres edificis diferents: una església romànica, una de neoclàssica construïda el segle xix i l'actual que es va construir després de la destrucció de l'anterior durant la guerra civil espanyola.
La primera referència històrica coneguda és de l'any 780. El segle xii l'església tenia drets de propietat sobre camps a la zona actual on és el barri de Sants. És en el segle xii quan s'esmenta l'existència d'una església d'estil romànic. A La Ilustració Catalana es va publicar un dibuix d'aquesta església romànica. L'any 1161 els terrenys esmentats passaren al domini del Monestir de Santes Creus.
L'any 1828 es va començar l'enderrocament de l'edifici romànic després de construir una nova església al seu costat, ara d'estil neoclàssic. El nou edifici fou realitzat per l'arquitecte Francesc Renart i Arús qui l'havia començat juntament amb el seu pare Josep Renart i Closes, uns anys abans. L'estructura era similar a la que es pot observar actualment, si bé comptava amb una torre campanar d'uns setanta metres, considerat el més alt fora muralles, fins que es va construir la Sagrada Família.

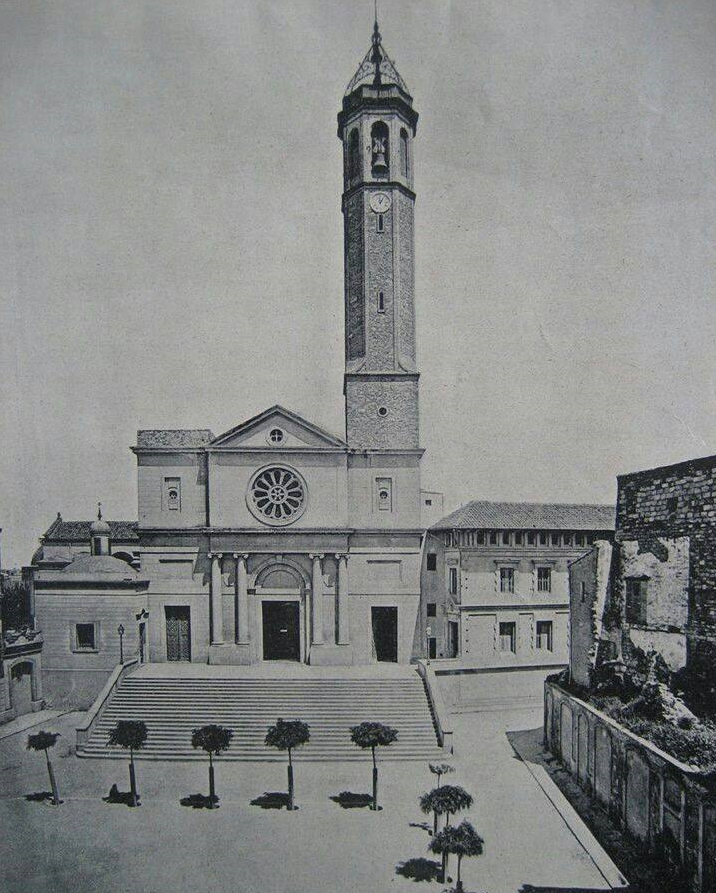
Església de Santa Maria de Sants (1828).

Durant la guerra civil espanyola l'església va ser destruïda totalment, llevat del campanar que es va mantenir en peu. L'any 1940 es va encarregar la seva reconstrucció a Raimon Duran i Reynals qui la va finalitzar el 1952.
La seva darrera ubicació és al carrer Olzinelles, a un centenar de metres de la Plaça de Sants.
El 2022, s'hi inaugurà, a la Capella de la Immaculada, un columbari: les primeres cendres que s'hi van dipositar foren les de la cantant santsenca Núria Feliu.